# Heimatschutzkommando
Heimatschutzkommandos waren teilaktive Großverbände der Heimatschutztruppe des Territorialheeres der Bundeswehr.

## Geschichte

### Aufstellung
Die Kommandos wurde Anfang der 1970er Jahre zur Einnahme der Heeresstruktur III im Territorialheer aufgestellt. Jedem der sechs Wehrbereichskommandos wurde ein Heimatschutzkommando unterstellt. Heimatschutzkommandos waren im Frieden teilaktive Truppenteile, die erst im Spannungs- oder Verteidigungsfall durch Einberufung von Reservisten und zivilen Fahrzeugen sowie der Mobilmachung des in Depots eingelagerten Wehrmaterials auf ihre volle Sollstärke aufwachsen konnten.

### Auflösung
Bis April 1981 wurden die Heimatschutzkommandos zur Einnahme der Heeresstruktur IV in sechs teilaktive Heimatschutzbrigaden umgegliedert.

## Auftrag
Die Heimatschutzkommandos waren der Kern der Heimatschutztruppe in der Heeresstruktur III. Die Heimatschutzkommandos waren vorwiegend infanteristisch geprägte Truppenteile, deren Kriegsgliederung, Ausstattung und Sollstärke entfernt einer Jägerbrigade des Feldheeres ähnelten. Materialausstattung und die Fähigkeit zum Gefecht der verbundenen Waffen blieben allerdings deutlich hinter den Brigaden des Feldheeres zurück, dennoch waren sie in den 1970er Jahren die beweglichsten und kampfkräftigsten Verbände des Territorialheeres.
Die Befehlshaber in den Wehrbereichen konnten die Heimatschutzkommandos im Verteidigungsfall als schnell verlegbare Reserven an Schwerpunkten einsetzen, um zeitlich begrenzt im rückwärtigen Raum den Kampf gegen luftgelandeten, durchgebrochenen und eingesickerten Feind zu führen. Zeitlich und örtlich begrenzt konnten sie das Feldheer als Reserve unterstützen.
Im Frieden bildeten die Heimatschutzkommandos Jäger für die Heimatschutztruppe des Territorialheeres aus.

## Organisation
Aufgestellt wurden folgende Heimatschutzkommandos:
- Heimatschutzkommando 13, Sitz des Stabes zuletzt in Flensburg-Weiche, unterstellt Wehrbereichskommando I
- Heimatschutzkommando 14, Lingen, Wehrbereichskommando II
- Heimatschutzkommando 15, Wuppertal, Wehrbereichskommando III
- Heimatschutzkommando 16, Zweibrücken, Wehrbereichskommando IV
- Heimatschutzkommando 17, Böblingen, Wehrbereichskommando V
- Heimatschutzkommando 18, Oberhausen, Wehrbereichskommando VI

Alle Heimatschutzkommandos verfügten über zwei Jägerregimenter mit jeweils einem aktiven und einem nicht aktiven Jägerbataillon. Dem Kommandeur eines Heimatschutzkommandos im Dienstgrad Oberst waren direkt ein Versorgungsbataillon und ein leichtes Pionierbataillon unterstellt. Den Jägerregimentern waren zur Unterstützung als Ersatz für die fehlende Artillerie Mörserkompanien sowie zur Feuerunterstützung Panzerjäger unterstellt, so dass sie insgesamt der Gliederung einer „leichten“ Jägerbrigade ähnelten.
Im Frieden umfassten die Heimatschutzkommandos eine ganze Reihe weiterer Einrichtungen des Wehrbereichs. Die unterstellten Jägerausbildungszentren hatten besondere Bedeutung für die Ausbildung der Jägertruppe des Territorialheeres.

## Bezeichnungssystematik
Die Nummerierung der Heimatschutzkommandos war an die Nummerierung der Divisionen 1 bis 12 des Feldheeres angelehnt: die Heimatschutzkommandos setzten die Nummerierung mit 13 beginnend bis 18 in der Reihenfolge der übergeordneten Wehrbereichskommandos fort.